# Marina Vjazovska
Marina Sergijivna Vjazovska (ukrajinsko Марина Сергіївна В'язовська), ukrajinska matematičarka, * 1984, Kijev, Ukrajina.
Marina Vjazovska je znana po svojem delu na področju pakiranja krogel. Trenutno je redna profesorica na Katedri za teorijo števil na Inštitutu za matematiko École Polytechnique Fédérale de Lausanne v Švici.

## Izobraževanje in kariera
Vjazovska se je rodila v Kijevu in je obiskovala srednjo šolo za visoko uspešne študente znanosti in tehnologije, Kijevski naravoslovni licej št. 145.  Kot študentka Narodna univerze Tarasa Ševčenka v Kijevu je v letih 2002, 2003, 2004 in 2005 tekmovala na mednarodnem matematičnem tekmovanju za študente in bila v letih 2002 in 2005 ena od prvouvrščenih.
Vjazovska je leta 2010 pridobila diplomo na Inštitutu za matematiko Nacionalne akademije znanosti Ukrajine , magistrirala na Univerzi v Kaiserslauternu in leta 2013 doktorirala (dr. rer. nat.) na Univerzi v Bonnu. Njena doktorska disertacija Modular Functions and Special Cycles se nanaša na analitično teorijo števil.
Bila je podoktorska raziskovalka na berlinski matematični šoli in Humboldtovi univerzi v Berlinu ter Minerva Distinguished Visitor na univerzi Princeton. Od januarja 2018 je kot redna profesorica vodila Katedro za teorijo števil na École Polytechnique Fédérale de Lausanne v Švici.

## Prispevki
Leta 2016 je Vjazovska rešila problem pakiranja krogel v osmi razsežnosti in v sodelovanju z drugimi v 24. razsežnosti. Prej je bil problem rešen le za tri ali manj razsežnosti, dokaz tridimenzionalne različice (Keplerjeva domneva) pa je vključeval dolge računalniške izračune. Nasprotno pa je dokaz Vjazovske za 8 in 24 dimenzij »osupljivo preprost«.
Vjazovska je poleg dela na področju pakiranja krogel znana tudi po svojih raziskavah sferičnih zasnov z Bondarenkom in Radčenkom. Z njima je dokazala domnevo Korevaarja in Meyersa o obstoju majhnih modelov v poljubnih dimenzijah. Ta rezultat je bil eden od prispevkov, za katerega je njen soavtor Andriy Bondarenko leta 2013 prejel nagrado Vasila A. Popova za teorijo približevanja.

## Priznanja
Leta 2016 je Vjazovska prejela nagrado Salem , leta 2017 pa nagrado Clay Research Award in nagrado SASTRA Ramanujan za svoje delo na področju pakiranja krogel in modularnih oblik. Decembra 2017 je prejela nagrado 2018 New Horizons iz matematike. Bila je povabljena govornica na Mednarodnem kongresu matematikov 2018. Za leto 2019 je prejela nagrado Ruth Lyttle Satter za matematiko  in nagrado Fermat. Je ena izmed dobitnic EMS nagrade 2020. Leta 2020 je prejela tudi nacionalno nagrado Latsis, ki jo podeljuje Fundacija Latsis. Leta 2021 je bila izvoljena za članico Academia Europaea.
Za dokaz o najgostejšem pakiranju krogel v osmi razsežnosti in drugih prispevkih na področju Fourierove analize je leta 2022 prejela Fieldsovo medaljo, kot šele druga ženska v zgodovini podeljevanja tega prestižnega matematičnega priznanja.

## Izbrane publikacije
- Bondarenko, Andriy; Radchenko, Danylo; Viazovska, Maryna (2013), »Optimal asymptotic bounds for spherical designs«, Annals of Mathematics, Second Series, 178 (2): 443–452, arXiv:1009.4407, doi:10.4007/annals.2013.178.2.2, MR 3071504
- Viazovska, Maryna (2017), »The sphere packing problem in dimension 8«, Annals of Mathematics, 185 (3): 991–1015, arXiv:1603.04246, doi:10.4007/annals.2017.185.3.7
- Cohn, Henry; Kumar, Abhinav; Miller, Stephen D.; Radchenko, Danylo; Viazovska, Maryna (2017), »The sphere packing problem in dimension 24«, Annals of Mathematics, 185 (3): 1017–1033, arXiv:1603.06518, doi:10.4007/annals.2017.185.3.8
- Cohn, Henry; Kumar, Abhinav; Miller, Stephen D.; Radchenko, Danylo; Viazovska, Maryna (2019), »Universal optimality of the E8 and Leech lattices and interpolation formulas«, Annals of Mathematics, arXiv:1902.05438